# Arnaud Erbinartegaray
Pas d'image ? Cliquez ici

a Compétitions nationales et continentales officielles uniquement.

Dernière mise à jour le 9 mai 2025.
Arnaud Erbinartegaray, né le 16 septembre 2000 à Oloron-Sainte-Marie (Pyrénées-Atlantiques), est un joueur français de rugby à XV évoluant aux postes d'ailier et de centre avec l'Aviron bayonnais.

## Biographie
Arnaud Erbinartegaray naît à Oloron-Sainte-Marie dans le Béarn et grandit à Moumour jusqu'à l'âge de huit ans avant de rejoindre Barcus. Dans ses jeunes années, il s'essaye au football à Gurmençon.
Il commence la pratique du rugby à XV en 2009 à l'âge de neuf ans avec l'Avenir Barcus dans le Pays basque. Il y joue pendant dix ans, faisant ses débuts en senior en Championnat Honneur, avant de rejoindre le Sport athlétique mauléonais en 2019,. Dans son nouveau club, il joue deux saisons en Fédérale 1 de 2019 à 2021.
Lors de l'été 2021, il rejoint le centre de formation de l'Aviron bayonnais.
Il dispute son premier match professionnel en Top 14 avec l'Aviron bayonnais le 5 novembre 2022 au stade Marcel-Michelin face à l'ASM Clermont en entrant en jeu à la 56e minute à la place de Peyo Muscarditz. Lors de son match suivant, il inscrit son premier essai en Top 14 au stade du Hameau face à la Section paloise. Pour sa première saison dans l'élite, il dispute six matchs de Top 14 et un match de Challenge Cup.
Dès la saison suivante, il s'impose comme un joueur majeur du club basque avec 17 matchs de Top 14 disputés. En juin 2024, il prolonge son contrat jusqu'en juin 2027.

## Palmarès
Néant.